# 法洛
法洛是意大利阿布鲁佐大区基耶蒂省的一个镇。